# 후타나촌 (에히메현 기타우와군)
후타나촌(二名村)은 에히메현 기타우와군에 설치된 촌이다. 